# Krasne (gromada w powiecie ciechanowskim)
Krasne – dawna gromada, czyli najmniejsza jednostka podziału terytorialnego Polskiej Rzeczypospolitej Ludowej w latach 1954–1972.
Gromady, z gromadzkimi radami narodowymi (GRN) jako organami władzy najniższego stopnia na wsi, funkcjonowały od reformy reorganizującej administrację wiejską przeprowadzonej jesienią 1954 do momentu ich zniesienia z dniem 1 stycznia 1973, tym samym wypierając organizację gminną w latach 1954–1972.
Gromadę Krasne z siedzibą GRN w Krasnem utworzono – jako jedną z 8759 gromad na obszarze Polski – w powiecie ciechanowskim w woj. warszawskim, na mocy uchwały nr VI/10/1/54 WRN w Warszawie z dnia 5 października 1954. W skład jednostki weszły obszary dotychczasowych gromad Augustów(), Elżbiecin, Krasne, Mosaki, Wężewo, Zalesie i Żbiki ze zniesionej gminy Krasne w tymże powiecie. Dla gromady ustalono 20 członków gromadzkiej rady narodowej.
31 grudnia 1959 do gromady Krasne przyłączono obszar zniesionej gromady Milewo-Szwejki w tymże powiecie.
31 grudnia 1961 do gromady Krasne włączono wsie Żbiki-Gawronki i Żbiki-Kierzki ze zniesionej gromady Zielona w tymże powiecie.
Gromada przetrwała do końca 1972 roku, czyli do kolejnej reformy gminnej. 1 stycznia 1973 w powiecie ciechanowskim reaktywowano gminę Krasne (od 1999 gmina znajduje się w powiecie przasnyskim).